# Církevní oblast Basilicata
Církevní oblast Basilicata (ital. Regione ecclesiastica Basilicata) je jedna z 16 církevních oblastí, do nichž je rozdělena římskokatolická církev v Itálii. Její hranice se kryjí s hranicemi italského regionu Basilicata. I když není nejmenší církevní oblastí co do rozlohy (menší jsou Umbrie a Ligurie, je nejmenší vzhledem k počtu obyvatel.

## Rozdělení
Církevní oblast Basilicata tvoří jediná metropole a jejích pět sufragánních diecézí:
- Arcidiecéze Potenza-Muro Lucano-Marsico Nuovo
  - Arcidiecéze Acerenza
  - Arcidiecéze Matera-Irsina
  - Diecéze Melfi-Rapolla-Venosa
  - Diecéze Tricarico
  - Diecéze Tursi-Lagonegro

## Statistiky
- plocha: 9 970 km²
- počet obyvatel: 605 942
- počet farností: 270

## Biskupská konference oblasti Basilicata
- Předseda: Salvatore Ligorio, arcibiskup diecéze Potenza-Muro Lucano-Marsico Nuovo
- Místopředseda: Vincenzo Carmine Orofino, biskup v diecézi Tursi-Lagonegro
- Sekretář: Francesco Sirufo, arcibiskup v Acerenze